# Pietro di Francesco degli Orioli

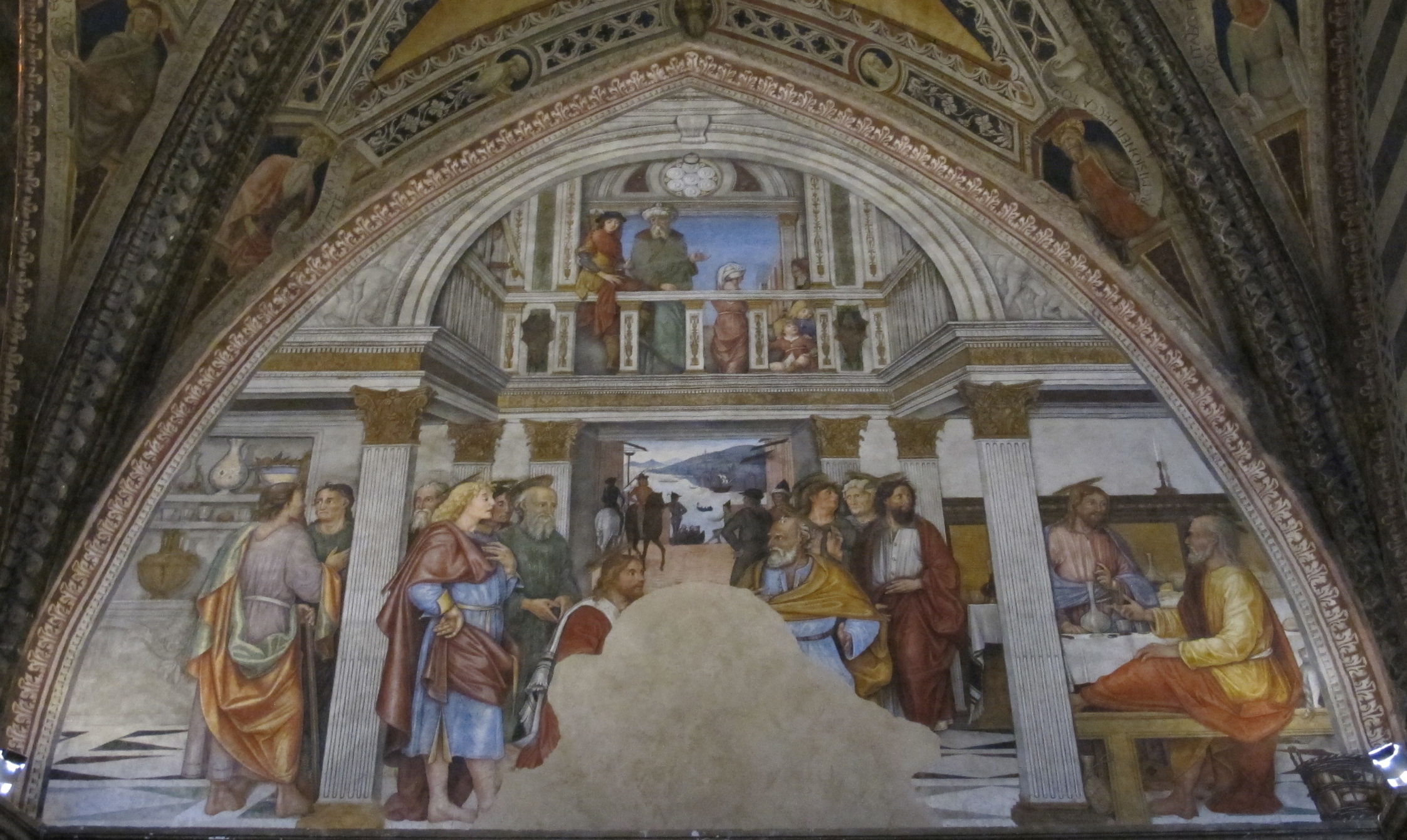
Jezus wast de voeten van de apostelen, 1489, freso in baptisterium van de kathedraal, Siena

Pietro di Francesco degli Orioli (Siena, 1458 – aldaar, 4 augustus 1496) was een Italiaanse kunstschilder.

## Biografie

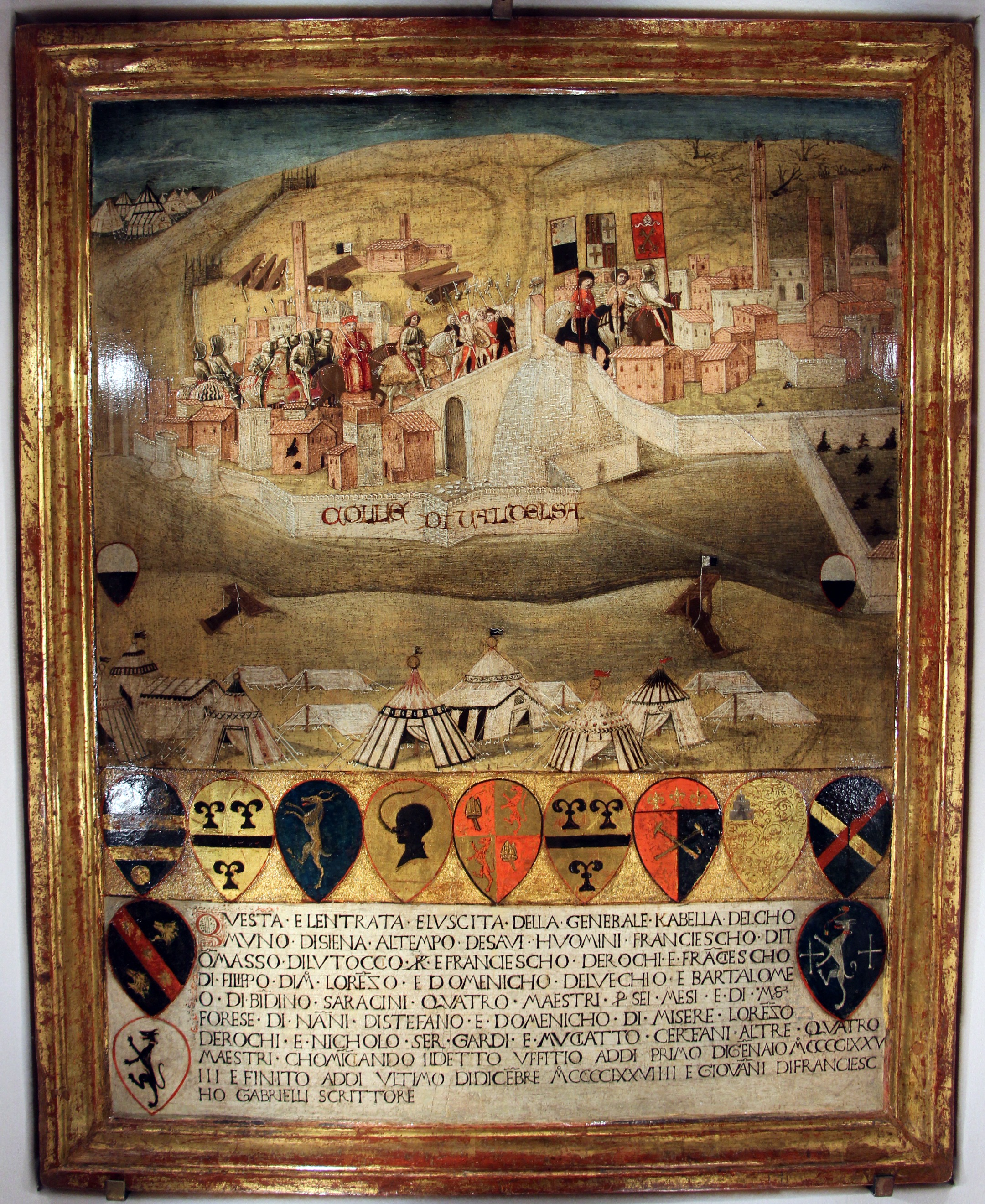
Gabella, 1483, Archivio di Stato, Siena

Pietro werd geboren in 1458 in Siena in het gezin van Francesco di Bartolomeo en Caterina d’Andrea. Hij werd gedoopt op 24 november in datzelfde jaar. Zijn vader hoorde tot een familie van horlogemakers, vandaar de bijnaam ‘degli Orioli’ die zijn vader kreeg omdat hij de publieke horloges van Siena en San Gimignano onderhield.
Een eerste document waarin hij vernoemd wordt is een betaling van het "concistoro" van de Republiek Siena voor de versiering van een boekomslag met een leeuw en het wapen van Siena uit 1481. Het jaar daarop trad hij toe tot de Compagnia di S. Girolamo sotto le Volte dell’Ospedale, een liefdadigheidsinstelling waartoe ook andere bekende Sienese schilders behoorden. Orioli’s lidmaatschap is bijna continu gedocumenteerd tot aan zijn dood en hij bekleedde voortdurend belangrijke functies.
Pietro overleed aan de pest in Siena op 4 augustus 1496.

## Werken
In zijn eerste werken ziet men duidelijk de invloed van Matteo di Giovanni, een van de meest succesvolle meesters van de Sienese schilderkunst van die tijd. Dit is vrij duidelijk merkbaar in zijn Madonna met Kind en heiligen uit de parochiekerk van Santi Pietro e Paolo in Buonconvento en uit de Nativiteit in de San Agostino in Massa Marittima. Ondanks deze invloed toont hij van in het begin zijn eigen stijl voor de ruimtelijke weergave in zijn werken zoals in de Madonna met Kind en twee engelen van de San Agostino in Massa Marittima en het paneeltje van de Gabella (belastingsdossiers) uit 1483 met de Afgifte van de sleutels van Siena aan de Madonna, nu in het Archivio di Stato van Siena.

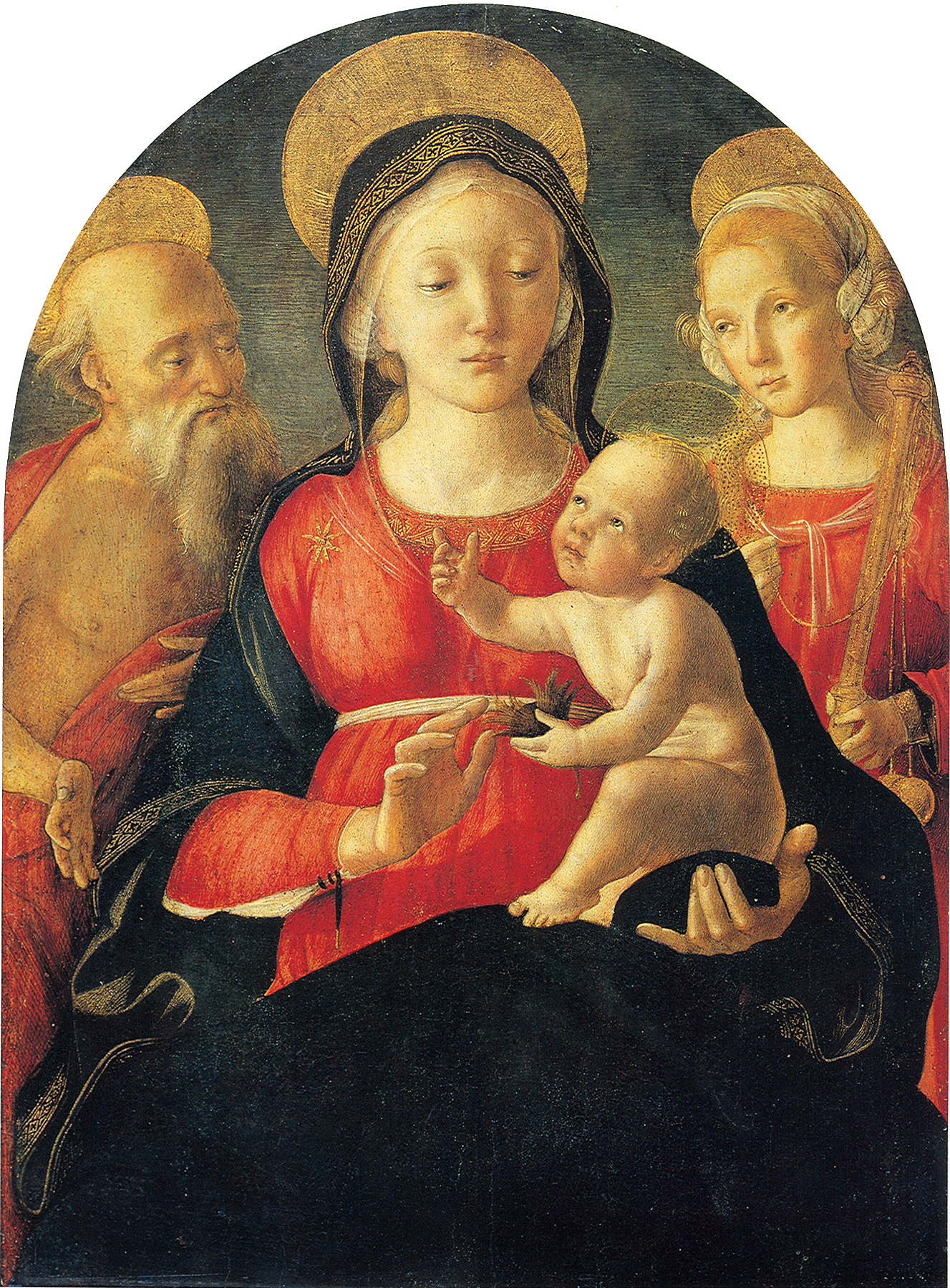
Madonna met Kind, de heilige Hiëronymus en een vrouwelijke heilige, 1490, Buonconvento

Vanaf het begin van de jaren 1480 toont hij interesse in het werk van Francesco di Giorgio Martini, maar hij was ook geïnteresseerd in de Florentijnse kunst van die periode zoals het werk van Domenico Ghirlandaio, wat duidelijk merkbaar is in de Visitatie die hij schilderde voor de Santa Maria della Visitazione in Campiglia d’Orcia, nu in de Pinacoteca Nazionale di Siena. Werken die zijn interesse in de Florentijnse schilderkunst duidelijk illustreren zijn een Madonna met Kind en de HH. Onufrius en Bartholomeus, nu in de pinacotheek van Siena en een Heilige Familie met vier engelen, bewaard in de Fondazione Magnani Rocca in Mamiano di Traversetolo.
Op 20 augustus 1489 ontving Pietro een eerste betaling voor de realisatie van een fresco met de Voetwassing die hij schilderde voor de Cappella Cerretani, in het baptisterium van Siena, besteld door Alberto Aringhieri, hoofdbouwmeester van de dom. Dit werk werd lange tijd beschouwd als het enige bewaarde werk van de kunstenaar. Het was vrij uniek in de Sienese schilderkunst van die tijd omwille van het illusionisme en het sterke perspectief, wat lang in verband gebracht werd met Melozzo da Forlì. In 1943 toonde Weller echter aan dat deze stijlelementen afkomstig waren van Francesco di Giorgio Martini en van de grote perspectiefmeester Piero della Francesca die Pietro zou hebben leren kennen in Urbino aan het hof van Federico da Montefeltro, die Francesco di Giorgio Martini en zijn kring van Sienese kunstenaars rond hem verzamelde. Pietro zou aan het hof van de Montefeltro’s verbleven hebben tussen 1485 en 1488, in die periode werd hij niet vermeld in Sienese documenten. Van de periode na 1489 zijn er verschillende documenten die hem aan de uitvoering van werken in Siena verbinden.

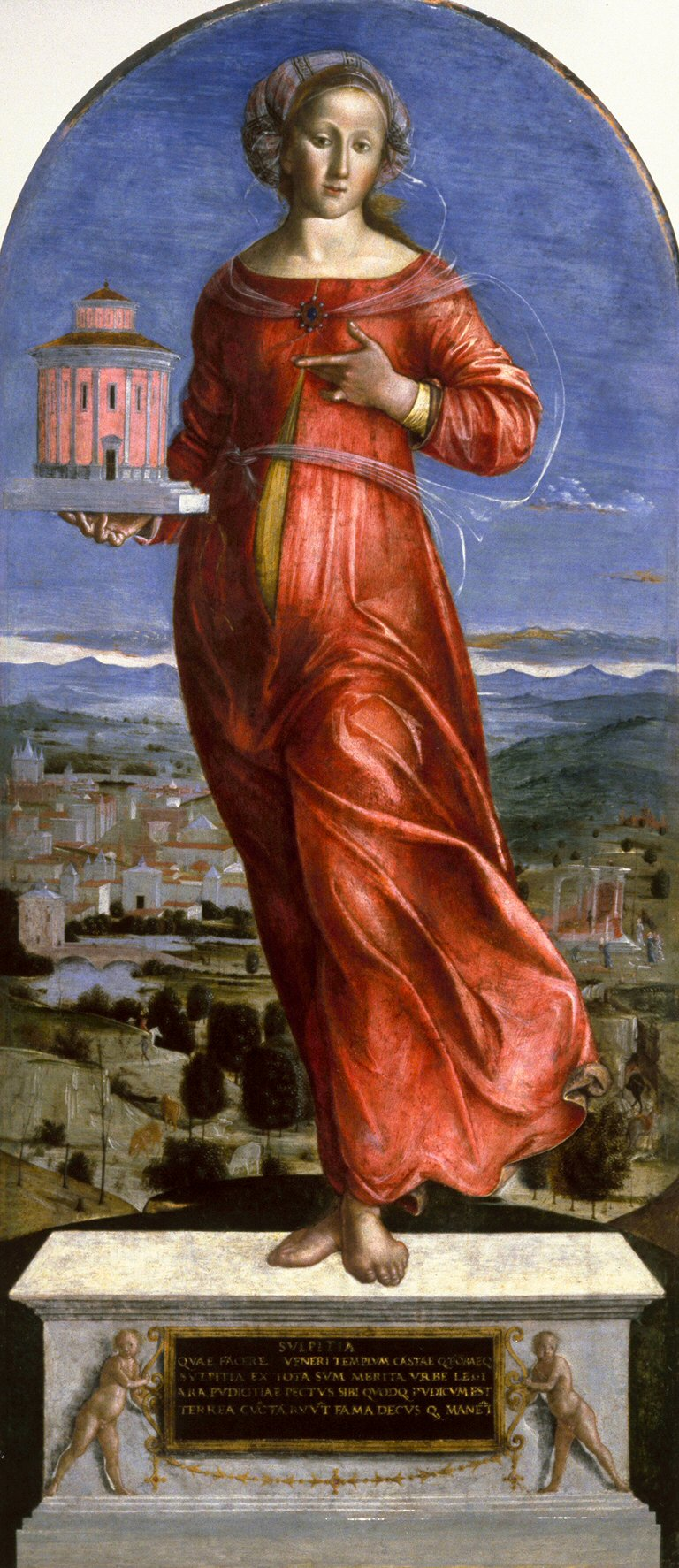
Sulpicia, 1492, Walters Art Museum, Baltimore

Tussen 1492 en 1493 werd hij in documenten vermeld voor werken aan de Kathedraal van Siena en aan de Capella di San Ansano daarin en werkte hij mee aan de decoratie voor het huwelijk tussen Silvio Piccolomini di Sticciano en Battista di Neri Placidi op 18 januari 1493. Samen met andere Sienese schilders zoals Francesco di Giorgio, Neroccio de’ Landi, de Maestro di Griselda en misschien Matteo di Giovanni maakte hij een reeks panelen die helden en heldinnen uit de Klassieke oudheid afbeeldden. De Sulpicia, nu bewaard in het Walters Art Museum van Baltimore, zou van zijn hand zijn.
Stilistisch is zijn werk verwant met het werk van Sandro Botticelli.

## Toegeschreven werken
Veel van de werken van Pietro di Francesco degli Orioli werden lange tijd en op basis van onderzoek in de 19de eeuw toegeschreven aan Giacomo Pacchiarotti, maar intussen is een consistente en homogene reeks van werken toegeschreven aan Pietro di Francesco degli Orioli, geschilderd over een periode van twintig jaar. Een uittreksel daarvan vindt men hierbij.

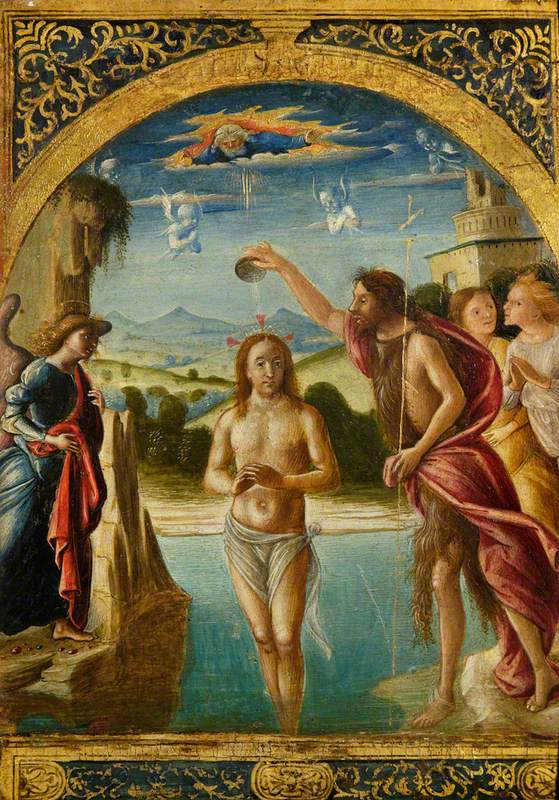
Het doopsel van Christus, Fitzwilliam Museum, Cambridge

- Ajaccio, Musée Fesch, Due santi che predicano la fede davanti a un giudice
- Baltimore, Walters Art Museum: Sulpicia
- Baltimore, Walters Art Museum, Crocifissione
- Buonconvento, Chiesa dei Santi Pietro e Paolo: Madonna col Bambino e santi
- Cambridge, Harvard Art Museums van de Harvard-universiteit, Madonna in trono col Bambino e santi Maria Maddalena e Caterina d’Alessandria e due angeli
- Cambridge, Fitzwilliam Museum, Battesimo di Gesù
- Massa Marittima, Complesso Museale di San Pietro all’Orto, Natività di Gésu con I Santi Bernardino da Siena e Antoni da Padova
- Londen, National Gallery, Natività con santi
- Milaan, Pinacoteca di Brera, Madonna con Bambino e due angeli
- Nashville, uit de Samuel H. Kress Collection, Peabody College aan de Vanderbilt University, Fine Arts Gallery: Madonna con Bambino
- New York, Metropolitan Museum of Art, Croce astile
- Oxford, Ashmolean Museum: Madonna con bambino e i Santi Gerolamo, Bernardino, Caterina d’Alessandria e Francesco, ca. 1487
- San Casciano dei Bagni, Collegiata dei Santi Leonardo e Cassia: Incoronazione della Vergine e santi, ca. 1490
- Siena, Basilica dell'Osservanza: Fresco’s
- Siena, Chiesa di Sant’Agostino, Cappella Bichi: Fresco’s (samen met Francesco di Giorgio)
- Siena, Kathedraal van Siena:
  - Madonna e Santi
  - Lavanda dei piedi, Baptisterium San Giovanni, 1489, fresco
- Siena, Pinacoteca Nazionale:
  - Adorazione dei Pastori con San Giovanni Battista
  - Ascensione di Cristo
  - Madonna con Bambino e due angeli e i ss. Onofrio e Bartolomeo, ca. 1480
  - Visitazione della Madonna e Santi